# Brockville (Nouvelle-Zélande)
Pour les articles homonymes, voir Brockville.
La ville de Brockville est une banlieue résidentielle de la cité de Dunedin dans l’île du Sud de la Nouvelle-Zélande.

## Situation
Elle est localisée à l’angle de la principale zone urbaine de la cité, à 5,5 km au nord-ouest du centre de Dunedin, mais séparée à la fois par une colline et par la vallée de Kaikorai. 

## Installations
La rue principale de la banlieue est Brockville Road qui quitte Kaikorai Valley Road, tout près de la limite entre la banlieue de Kaikorai et celle de Bradford et sinue sur les pentes, qui forment la limite nord-est de la vallée de Kaikorai au niveau de Frasers Creek (en). La réserve spectaculaire de Fraser's Gully, à travers laquelle ce torrent s’écoule, est immédiatement au nord-est de la banlieue de Brockville, entre celle-ci et la banlieue de Halfway Bush, se terminant au niveau de Frasers Road en dehors de Kaikorai Valley Road. La principale zone résidentielle de la banlieue de Brockville est centrée sur la section supérieure de Brockville Road, et les nombreuses voies en croissants, qui se branchent en dehors d’elle.

## Accès
Brockville Road se termine à la jonction avec Dalziel Road, une route semi-rurale, qui marque l’angle de la principale zone urbaine de Dunedin. Cette route reliée avec la route de Three Mile Hill au-dessus de Halfway Bush dans le nord, va au-delà du Mont du Grand Réservoir de la cité avant de rejoindre une autre route menant à la banlieue de Burnside. Une route en terre (en) relie l’extrémité sud de Dalziel Road avec la ville d’Abbotsford.

## Installations
La banlieue possède un jardin d’enfants et l’école de Brockville Full Primary School, qui sont localisés sur cette partie de Brockville Road. La partie inférieure de la banlieue de Brockville Road est occasionnellement regardée comme une banlieue séparée, connue sous le nom de Glenross, incluant les maisons construites récemment sur Sretlaw Place. Brockville possède une église, un magasin de quartier, un magasin de vente à emporter et un convent avec maison de retraite. Brockville a en plus deux zones résidentielles, le Brockville football club, un terrain de cricket ainsi qu’une rampe de skate, et un parc de la communauté avec un terrain de jeux situé au nord d’un petit groupe de magasins situé sur Brockville Road.